# Shuangjingzi Xiang
Shuangjingzi Xiang (kinesiska: 双井子乡, 双井子) är en socken i Kina. Den ligger i den autonoma regionen Xinjiang, i den nordvästra delen av landet, omkring 700 kilometer öster om regionhuvudstaden Ürümqi. Antalet invånare är 658. Befolkningen består av 75 kvinnor och 583 män. Barn under 15 år utgör 0,00 %, vuxna 15-64 år 99 %, och äldre över 65 år 0,00 %.
Genomsnittlig årsnederbörd är 94 millimeter. Den regnigaste månaden är juni, med i genomsnitt 37 mm nederbörd, och den torraste är januari, med 1 mm nederbörd.